# Kościół Zmartwychwstania Pańskiego w Mirczu
Kościół Zmartwychwstania Pańskiego w Mirczu – rzymskokatolicki kościół w Mirczu, dawna cerkiew unicka, a następnie prawosławna.
Cerkiew unicka św. św. Kosmy i Damiana w Mirczu powstała w 1814 z fundacji rodziny Rulikowskich. Reprezentuje styl późnobarokowy. W I poł. XIX wieku wzniesiono przy niej dzwonnicę. Po likwidacji unickiej diecezji chełmskiej parafia w Mirczu została przemianowana na prawosławną. W 1918 obiekt przejął Kościół łaciński, dokonując jego rekoncyliacji na katolicki kościół parafialny pod wezwaniem Zmartwychwstania Pańskiego.

Kościół pw. Zmartwychwstania Pańskiego
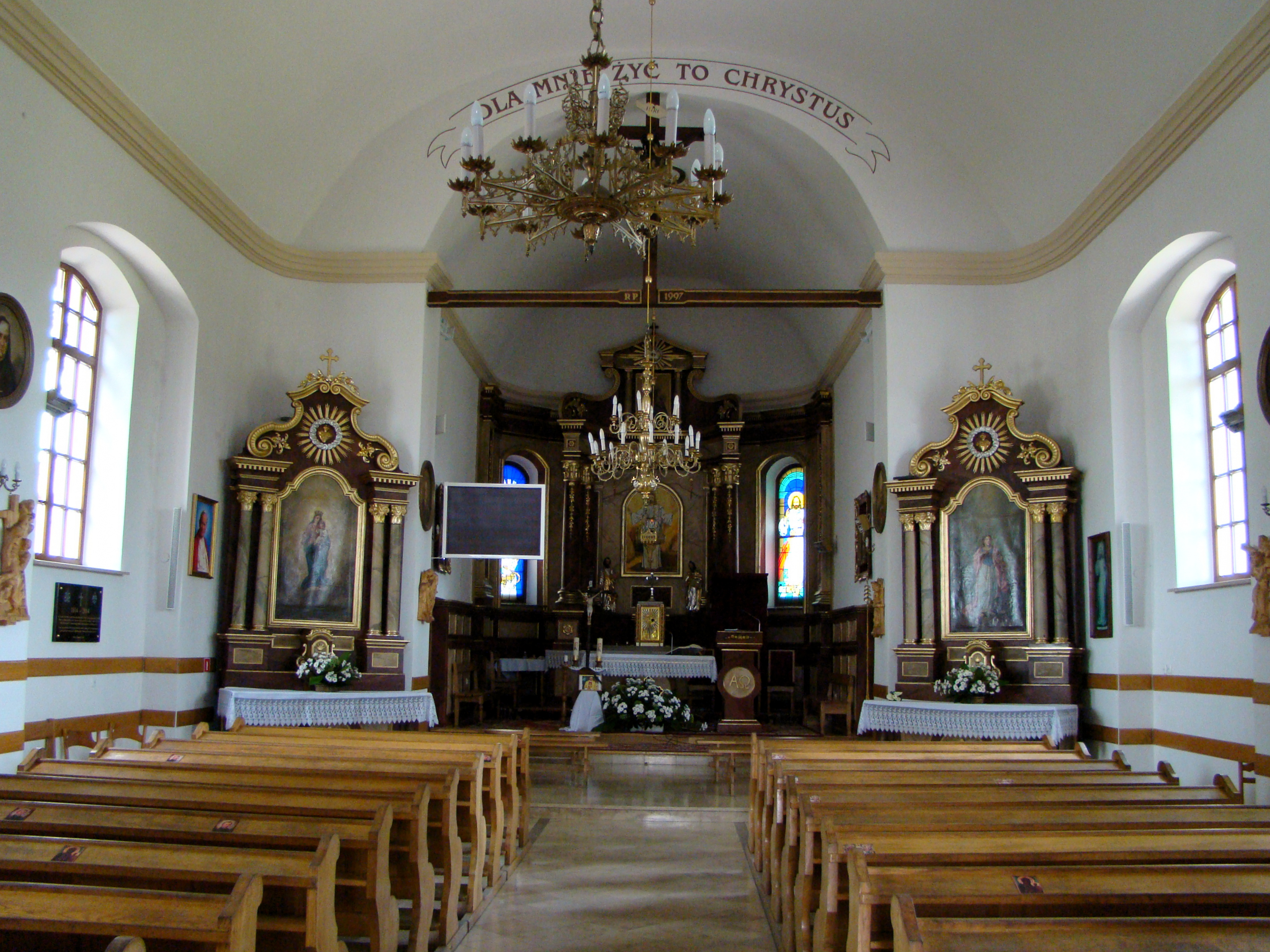
Wnętrze kościoła
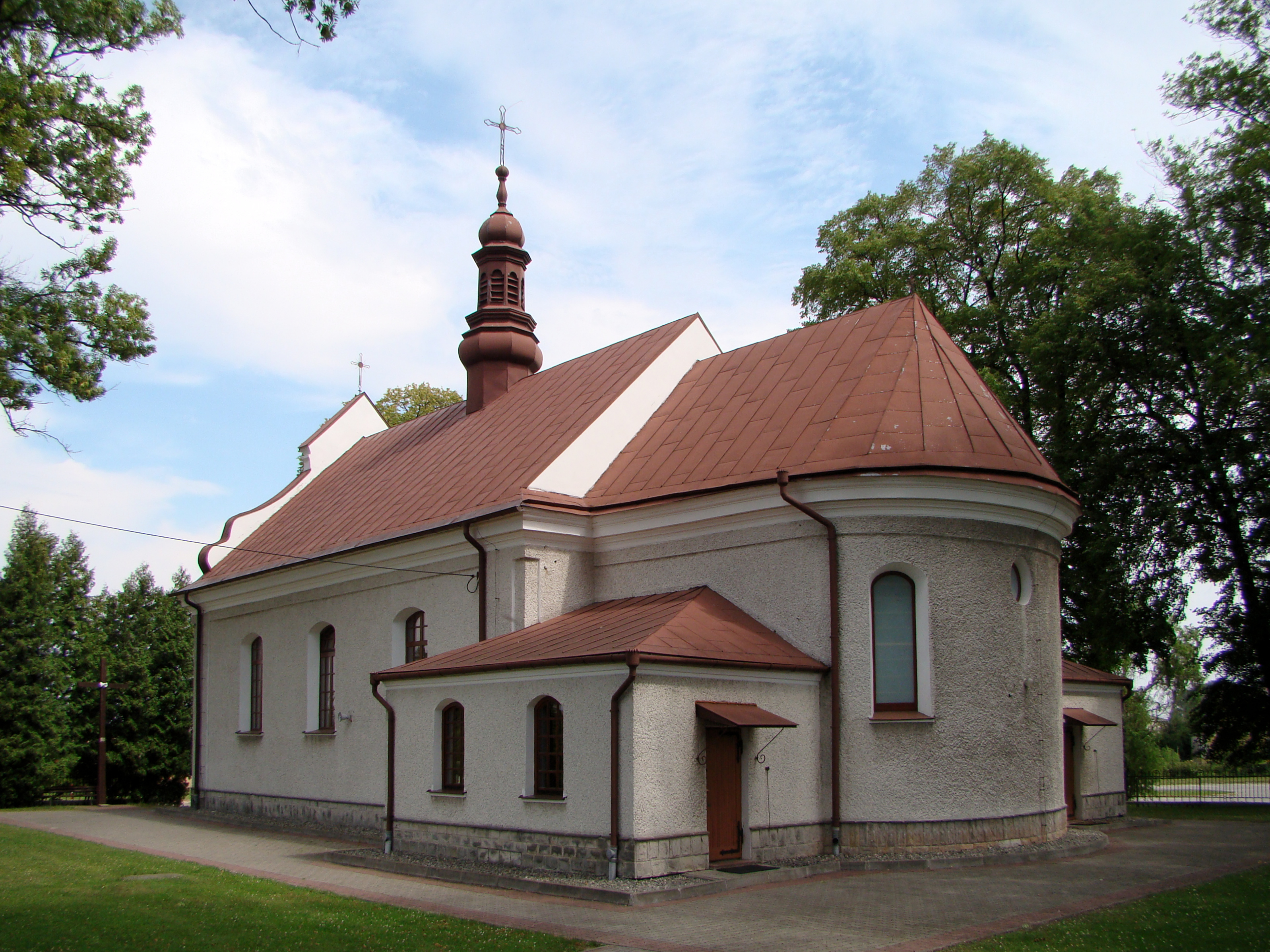
Budynek kościoła od tyłu
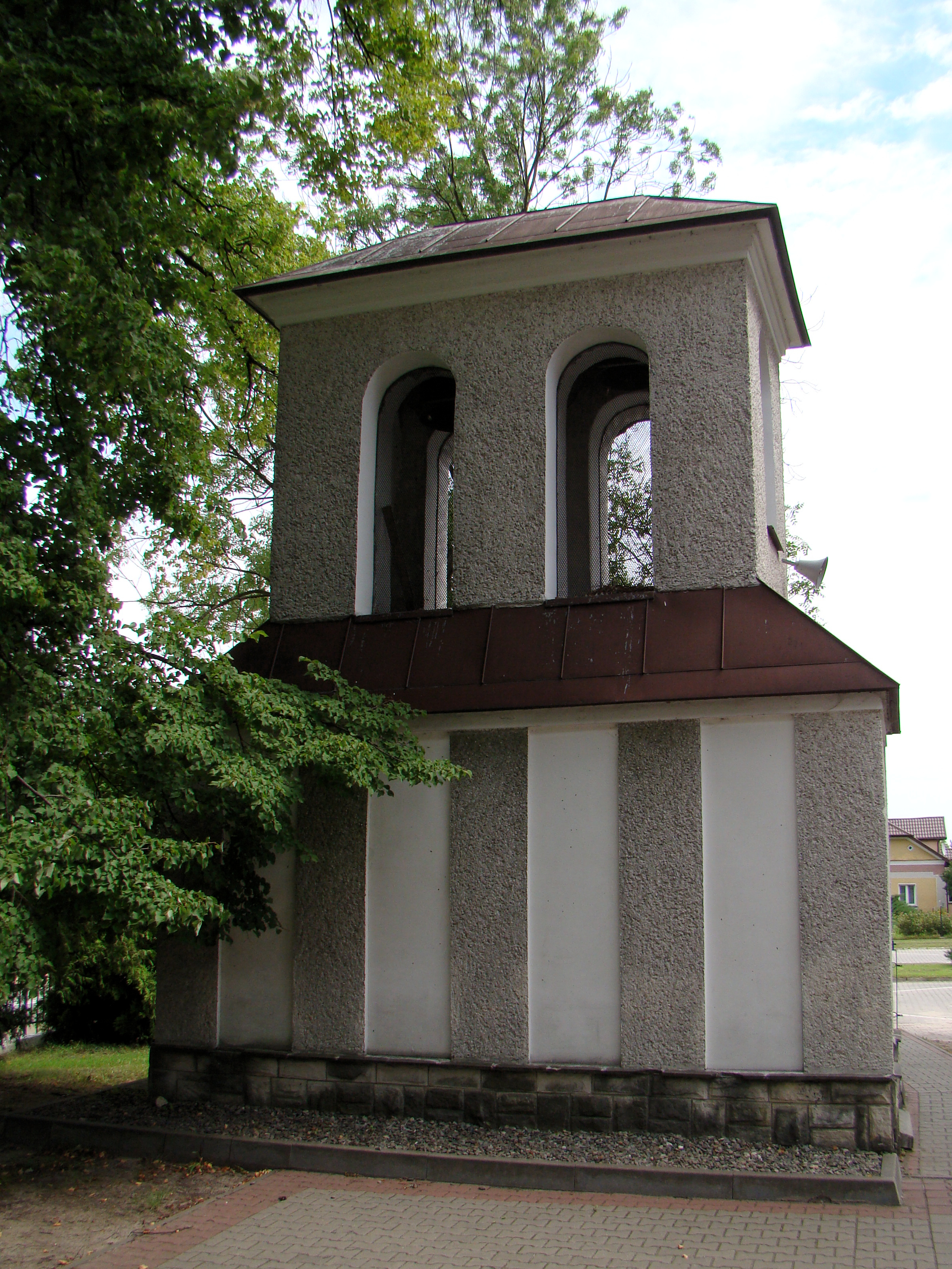
Dzwonnica